# Matros Trosners dagbog
Matros Trosners Dagbog er en dagbog ført af den norske matros Daniel Danielsen Trosner  (1689-1741), der gjorde tjeneste i den Dansk-norske flåde. Han førte dagbog om bord på dansk-norske orlogsskibe fra den 3. april 1710 til den 19. januar 1714 og gjorde en række detaljerede observationer om livet i flåden på daværende tid. Dagbogen er rigt illustreret af Trosner. 
Manuskriptet blev købt af det norske rigsarkiv den 15. juni 1883 for 50 norske kr. af medicinstuderende Hjalmar Wedøe (1861-1933) under betegnelsen ”en dagbok ført paa Flaaten 1710-13 af Daniel Olsøn Sæbø i Bokn Sogn”. Det blev henlagt i Rikarkivets manuskriptsamling under nr. 48 med accessionsnummeret 1883/268. Bogen opbevares fortsat i Riksarkivet og blev i 2012 del af Norges dokumentarv.

## Dagbogens indhold
Manuskriptet er i kvart format og opdelt i to dele.  Første del, indbundet i en ikke samtidig indbinding, omfatter perioden 3. april 1710 til 29. oktober 1711, og har oprindeligt været på 519 sider med gennemsnitlig en side per dag. Anden del dækker perioden 30. oktober 1711 til 19. januar 1714, og har omfattet  351 sider; i alt har der dagbogen været på 871 tekstsider. Dertil kommer 19 unummererede sider med bl.a. en fragmentarisk bevaret indholdsfortegnelse. I dag mangler 120 sider af første del og 6 sider af anden del. Af de 871 tekstsider er således bevaret 745 sider. De 640 af siderne er i marginen illustreret med 5-7 illustrationer på hver side, i alt omkring 4.000 tegninger. På 252 sider er tegningerne farvelagt.
Daniel Trosner kom til København den  23. oktober 1709, og gjorde i den anførte periode tjeneste om bord på skibene Dannebroge, Gyldenløve, Højenhald, Printz Wilhelm,  Printz Christian og Beskiærmeren. Daniel Trosner, der i den nævnte periode har været 20-24 år, var en skarp og kyndig iagttager af livet om bord, og hvad der rørte sig i tiden. På trods af manglende formel uddannelse var han i stand til at skrive og betjene sig af flere sprog, således engelsk, tysk, fransk, spansk, nederlandsk, latin og græsk. Nogle af disse sprog blev dog nedskrevet som lydskrift.
Gennem dagbogen får man et omfattende indtryk af flådens virke under den igangværende krig mellem Danmark-Norge og Sverige, der var brudt ud i 1709 (Den Store Nordiske Krig), samt livet om bord i alle dens facetter, det være sig hvad angår disciplin, bespisning, sygdomsbekæmpelse, skibsvedligeholdelsesforhold, og sociale forhold. Krigen beskrives generelt politisk, ligesom pesten i København beskrives indgående.
Der kendes ikke tilsvarende dagbøger ført af matroser. Derfor er indholdet ganske enestående i sit perspektiv og konkret viden. Trosner skelner igennem hele dagbogen mellem det, som han selv har oplevet og det, som han har hørt. Dette forøger dagbogens værdi som historisk kilde. 
Hvad Daniel Trosner forestillede sig med hensyn til dagbogen ved vi ikke. Bagerst findes en fragmentarisk bevaret indholdsfortegnelse. Om han havde forestillet sig en senere udgivelse vides ikke. Dagbogen ses at have været i familiens eje frem til ca. 1830. Derefter kendes ikke dagbogens opbevaring før den dukker op i 1883. Besidderen af dagbogen på dette tidspunkt, Hjalmar Wedøe, har det ikke været muligt at forbinde med Trosner-familien.   	   
Først i 1923 udsendte den norske litterat Roar Tank et uddrag af dagbogen dog uden gengivelse af tegninger. Titlen var ”Tordenskiolds matros. Dagbok ført af en norsk matros paa den dansk-norske flåte 1710-14”. Roar Tank mente at kunne spore dagbogens ophav tilbage til  Niels Trosner (født 1685).  Usikkerheden omkring ophavsmanden skyldes bl.a. at de første 29 sider af dagbogen ikke er bevaret. Nyeste undersøgelser har imidlertid fastslået, at dagbogens forfatter er Daniel Trosner, der var Niels Trosners lillebror. 

## Udgivelser
Dagbogen er in extenso gengivet på det norske riksarkivs hjemmeside.
Der har gennem årene siden 1923 været forskellige bestræbelser på at få udgivet dagbogen in ekstenso, og i en udgave egnet til læsning af nutidige læsere, men først i 2017 lykkedes dette. Trosners dagbog er i sin helhed udgivet af den danske historiker Hans Christian Bjerg og den norske historiker og søofficer Tor Jørgen Melien. Titlen er ”For Kongen og Flåten. Matros Trosners Dagbok 1710-1714”, Bergen 2017. Den er i to bind og omfatter 910 sider.